# Appleton-le-Street with Easthorpe
Appleton-le-Street with Easthorpe est une paroisse civile du Yorkshire du Nord, en Angleterre.